# Calodexia fumosa
Calodexia fumosa là một loài ruồi trong họ Tachinidae.